# Empoasca dealbata
Empoasca dealbata är en insektsart som beskrevs av Cerutti 1939. Empoasca dealbata ingår i släktet Empoasca och familjen dvärgstritar. Inga underarter finns listade i Catalogue of Life.